# Меридијан (округ Логан, Оклахома)
Меридијан (енгл. Meridian, Logan County) град је у америчкој савезној држави Оклахома.

## Демографија
По попису из 2010. године број становника је 38, што је 16 (-29,6%) становника мање него 2000. године.
| Група             | 2000.      | 2010.      |
| Белци             | 8 (14,8%)  | 7 (18,4%)  |
| Афроамериканци    | 45 (83,3%) | 29 (76,3%) |
| Азијати           | 0 (0,0%)   | 0 (0,0%)   |
| Хиспаноамериканци | 0 (0,0%)   | 0 (0,0%)   |
| Укупно            | 54         | 38         |